# Симеоновград
Симеоновград (буг. Симеоновград) град је у Републици Бугарској, у јужном делу земље, седиште истоимене општине Симеоновград у оквиру Хасковске области.

## Географија
Положај: Симеоновград се налази у јужном делу Бугарске. Од престонице Софије град је удаљен 250 km источно, а од обласног средишта, Хаскова град је удаљен 30 km североисточно.
Рељеф: Област Симеоновграда се налази у области Горњотракијске равнице, коју ствара река Марица. Околина града је равничарска. Надморска висина града је око 80 m.
Клима: Клима у Симеоновграду је измењено континентална клима са утицајем оближњег Егејског мора.
Воде: Кроз Симеоновград протиче река Марица средњим делом свог тока. Она дели град на два дела.

## Историја
Област Симеоновграда је првобитно било насељено Трачанима, а после њих овом облашћу владају стари Рим и Византија. Јужни Словени ово подручје насељавају у 7. веку. Од 9. века до 1373. године област је била у саставу средњовековне Бугарске.
Крајем 14. века област Симеоновграда је пала под власт Османлија, који владају облашћу 5 векова.
Године 1885. град је постао део савремене бугарске државе. Насеље постоје убрзо средиште окупљања за села у околини, са више јавних установа и трговиштем.

## Становништво
По проценама из 2010. године Симеоновград је имао око 7.200 становника. Огромна већина градског становништва су етнички Бугари. Остатак су махом Роми. Последњих 20-ак година град губи становништво због удаљености од главних токова развоја у земљи.
Претежан вероисповест месног становништва је православље.